# Forum Sempronii
Forum Sempronii est une ville romaine antique, devenu un site archéologique, située dans la hameau de San Martino del Piano, dans la commune de Fossombrone, province de Pesaro et d'Urbino dans la région des Marches,.

## Historique
Les fouilles archéologiques effectuées ont mis au jour les vestiges de la ville romaine qui se trouvait le long de la Via Flaminia, reliant Rome à la mer Adriatique.
Les origines de Forum Sempronii remontent probablement au tribun Caius Sempronius Gracchus (IIe siècle av. J.-C.), liée à l'approbation de la loi agricole de la région en 133 av. J.-C. Elle devint un municipium vers le milieu du Ier siècle av. J.-C. et fut pendant des siècles le centre le plus important de la moyenne vallée du fleuve Metauro et connut une période de splendeur impériale. Pline l'Ancien (Ier siècle) dans son encyclopédie Histoire naturelle appelle ses habitants Forosempronienses. La cité fut dévastée par les Goths d'Alaric Ier au début du Ve siècle.

## Description
Le parc archéologique de Fiorum Sempronii présente de nombreux bâtiments à portiques, dont une domus aux nombreuses mosaïques, quelques vestiges des remparts de la ville, un bâtiment partiellement utilisé comme station thermale et un tronçon de pavage romain de la Via Flaminia, le tout à proximité de l'église de San Martino del Piano. Un deuxième grand bâtiment thermal datant du Ier siècle av. J.-C. se situe dans la partie sud des fouilles.
Les statues et autres vestiges mobiliers sont aujourd'hui conservés au musée archéologique A. Vernerecci de Fossombrone.

## Galerie

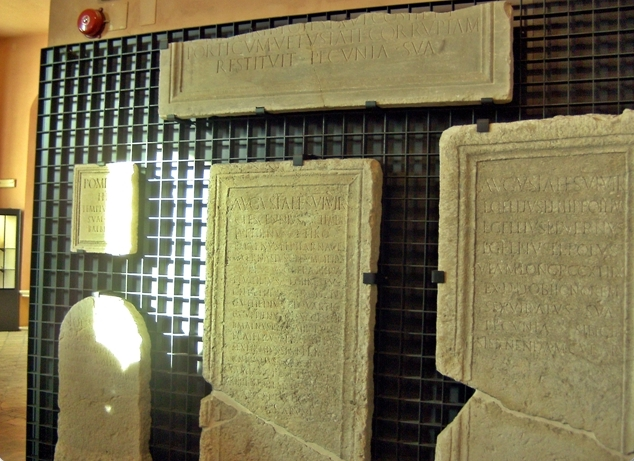
Dalles gravées.
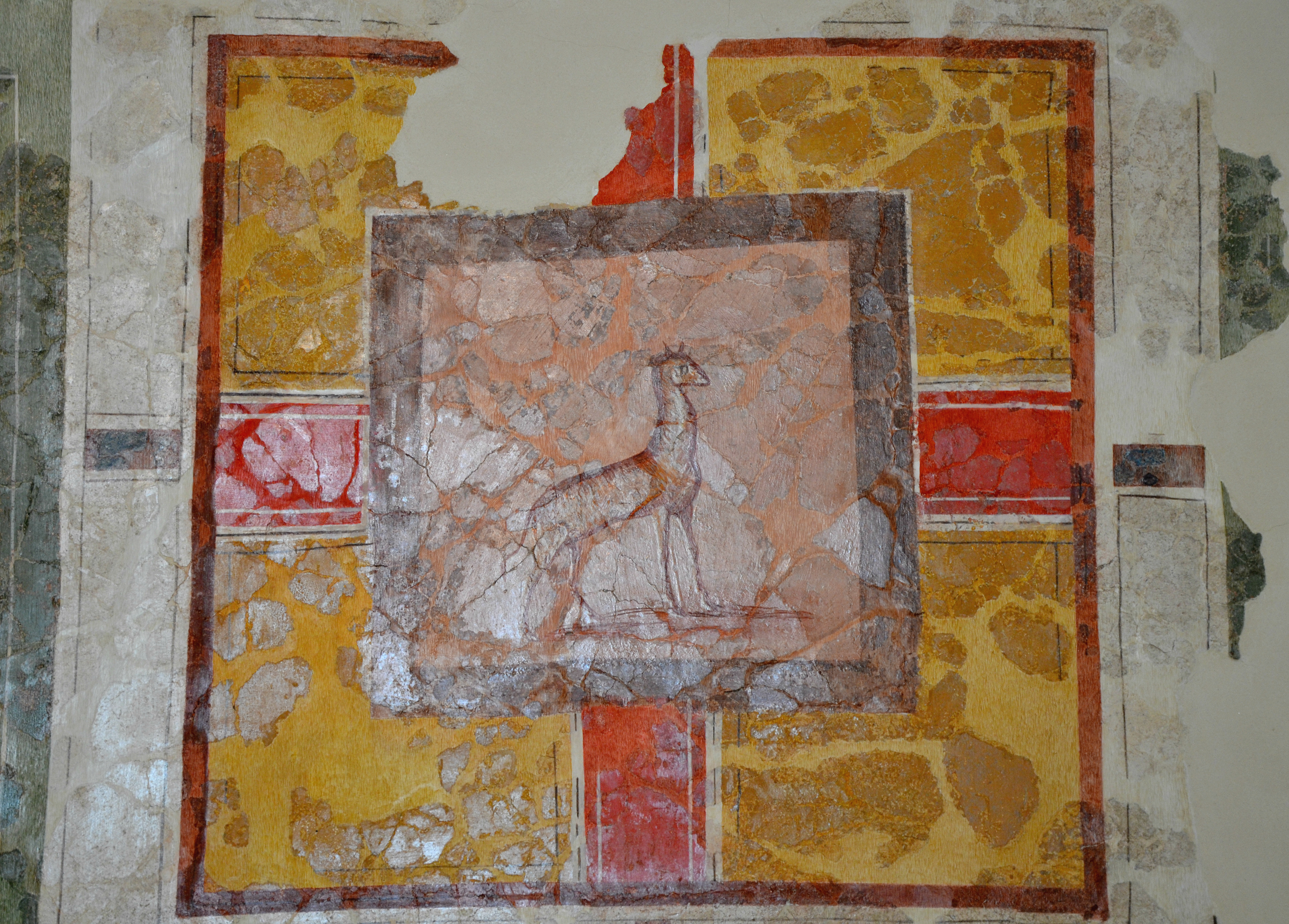
Fresque de la domus.